# ليفي دون
أوليفيا بايج دون (من مواليد 1 أكتوبر 2002) هي لاعبة جمباز فنية أمريكية وشخصية مشهورة على الإنترنت. وهي أيضًا عارضة أزياء لملابس السباحة في مجلة سبورتس إلوستريتيد، وعضوة سابقة في فريق الجمباز الوطني الأمريكي، وعضوة حالية في فريق تايغرز لجامعة ولاية لويزيانا للجمباز للسيدات. لدى دون متابعين على وسائل التواصل الاجتماعي يتجاوز عددهم 10 ملايين.

## نشأتها
ولدت دون في الأول من أكتوبر عام 2002 في ويستوود، نيو جيرسي، ونشأ في هيلسديل، نيو جيرسي. بدأت تدريبها على الجمباز في عام 2005 في إي أن أي للجمباز في باراموس، نيو جيرسي، بحلول الوقت الذي بلغت فيه 14 عامًا من عمرها، تلقت تعليمها في المنزل من قبل والدتها، باستخدام منهج أكاديمية أبيكا، بينما تقضي أيامها في التدريب مع مدربها كريج زابا في في إي أن أي للجمباز.